# Eix de Voeikov

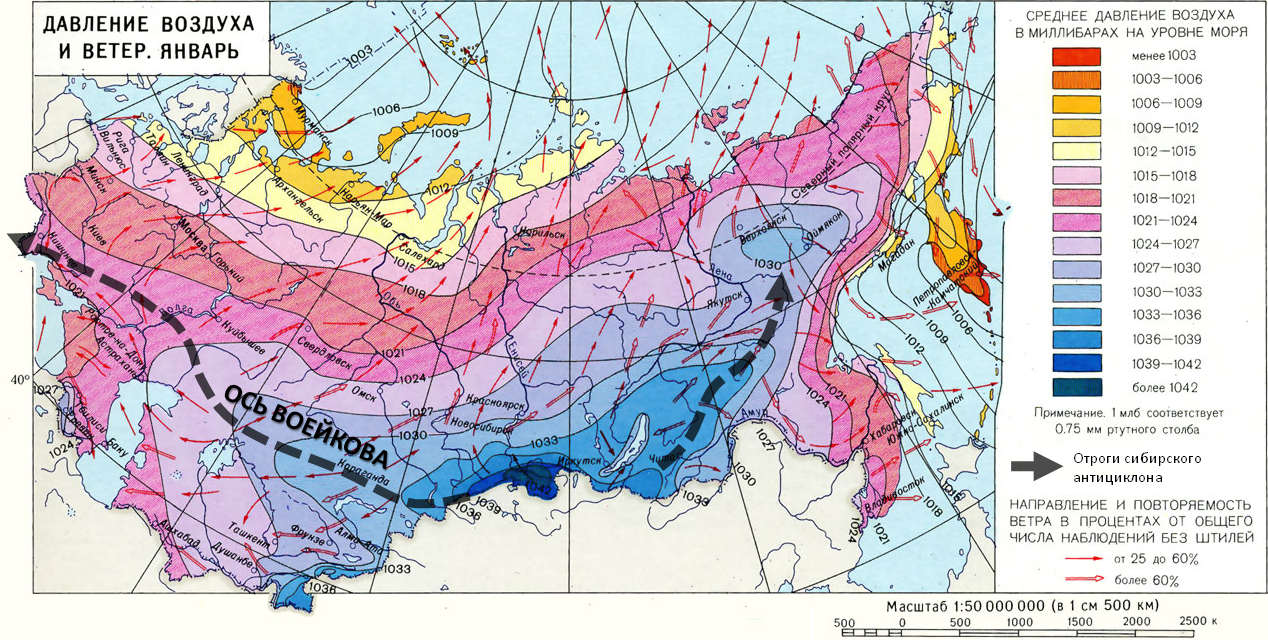
L'eix de Voeikov superposat en un mapa de pressió atmosfèrica i direcció del vent a l'hivern

L'eix de Voeikov (o pont de Voeikov) és una situació meteorològica molt poc freqüent a Europa que només es produeix a l'hivern. Aquesta configuració va ser anomenada en honor a Aleksandr Voeikov (en rus cirílic, Александр Воейков), un meteoròleg i climatòleg rus que va estudiar aquest fenomen.
L'eix baromètric de Voeikov es caracteritza per la formació d'un anticicló extremament fort i persistent a la zona de Sibèria i una zona d'alta pressió a tot el continent europeu al voltant del paral·lel 50° nord, produint-se una connexió entre el centre de l'anticicló siberià i el màxim de pressió de l'anticicló de les Açores, creant-se així un gran eix comú d'alta pressió.
Aquest eix bloqueja el pas de les borrasques atlàntiques cap al continent europeu i afavoreix el transport d'una massa d'aire molt fred i sec d'origen siberià a tot el continent europeu i al Mediterrani. Per tant, aquesta configuració provoca un període extremament fred i sec a tot Europa, amb valors de la temperatura que poden arribar a situar-se més enllà dels 10 °C per davall de la mitjana climàtica.